# SUMMER BREEZE
『SUMMER BREEZE』（サマー・ブリーズ）は、中山美穂の3作目のスタジオ・アルバム。1986年7月1日にキングレコードより発売された。なお、CDは約1か月遅れの1986年8月5日に発売されている (規格品番はK32X-100)。

## 概要
帯コピー：風みたいに気まぐれだもの、つかまえられっこないでしょ!? でも、どこにもいかないよ。
後に中山の楽曲制作に深く関わることとなる角松敏生とのコラボレーションのきっかけとなった作品。角松が作詞作曲を手掛け、その後何度も再レコーディングされて中山の代表曲となる「You're My Only Shinin' Star」のオリジナル・バージョンは本作に初収録された。この曲は2年後に再レコーディングが行われシングルカットされた。
同年5月に発売された5枚目のシングル「クローズ・アップ」はアルバムバージョンで収録。シングルよりもイントロや間奏が長めのアレンジになっている。
オリコンのアルバムチャートでは3枚目にして初めてトップ10入りを果たした。この後、1995年発売の『Mid Blue』まで10年連続でアルバム・ランキング・トップ10入りを記録した。
2015年10月14日には、中山のデビュー30周年を記念した企画『30th Anniversary Original Album Collection』として、これまでにリリースされたアルバムのうち本作を含む25作品が同日再発売された。
2020年11月20日にはサブスクリプションサービスで配信がスタートした。
2022年8月10日には、本作と『EXOTIQUE』『CATCH THE NITE』の3枚のアルバムにそれぞれボーナストラックを追加収録したSACDハイブリッド盤が、タワーレコード限定で発売された。

## 収録曲

### LP / CT
| #  | タイトル               | 作詞       | 作曲       | 編曲     | 時間 |
| -- | ---------------------- | ---------- | ---------- | -------- | ---- |
| 1. | 「Tropic Mystery」     | 湯川れい子 | 井上大輔   | 入江純   | 4:13 |
| 2. | 「クローズ・アップ」   | 松本隆     | 財津和夫   | 大村雅朗 | 4:27 |
| 3. | 「Leave Me Alone」     | 角松敏生   | 角松敏生   | 角松敏生 | 4:42 |
| 4. | 「ひと夏のアクトレス」 | 芹沢類     | 来生たかお | 入江純   | 4:32 |
| 5. | 「Ocean In The Rain」  | 湯川れい子 | 井上大輔   | 大村雅朗 | 3:32 |

| #  | タイトル                        | 作詞       | 作曲       | 編曲                                                                   | 時間 |
| -- | ------------------------------- | ---------- | ---------- | ---------------------------------------------------------------------- | ---- |
| 1. | 「サインはハングルーズ」        | 湯川れい子 | 井上大輔   | 入江純                                                                 | 4:00 |
| 2. | 「Rising Love」                 | 角松敏生   | 角松敏生   | 角松敏生                                                               | 4:43 |
| 3. | 「わがまま」                    | 細田博子   | 来生たかお | 入江純                                                                 | 4:00 |
| 4. | 「瞳のかげり」                  | 松本隆     | 財津和夫   | 矢野立美                                                               | 4:59 |
| 5. | 「You're My Only Shinin' Star」 | 角松敏生   | 角松敏生   | 角松敏生 大谷和夫（ストリングス・アレンジ） 数原晋（ブラス・アレンジ） | 4:40 |

### CD
| #   | タイトル                        | 作詞       | 作曲       | 編曲                                                                   | 時間 |
| --- | ------------------------------- | ---------- | ---------- | ---------------------------------------------------------------------- | ---- |
| 1.  | 「Tropic Mystery」              | 湯川れい子 | 井上大輔   | 入江純                                                                 | 4:13 |
| 2.  | 「クローズ・アップ」            | 松本隆     | 財津和夫   | 大村雅朗                                                               | 4:27 |
| 3.  | 「Leave Me Alone」              | 角松敏生   | 角松敏生   | 角松敏生                                                               | 4:42 |
| 4.  | 「ひと夏のアクトレス」          | 芹沢類     | 来生たかお | 入江純                                                                 | 4:32 |
| 5.  | 「Ocean In The Rain」           | 湯川れい子 | 井上大輔   | 大村雅朗                                                               | 3:32 |
| 6.  | 「サインはハングルーズ」        | 湯川れい子 | 井上大輔   | 入江純                                                                 | 4:00 |
| 7.  | 「Rising Love」                 | 角松敏生   | 角松敏生   | 角松敏生                                                               | 4:43 |
| 8.  | 「わがまま」                    | 細田博子   | 来生たかお | 入江純                                                                 | 4:00 |
| 9.  | 「瞳のかげり」                  | 松本隆     | 財津和夫   | 矢野立美                                                               | 4:59 |
| 10. | 「You're My Only Shinin' Star」 | 角松敏生   | 角松敏生   | 角松敏生 大谷和夫（ストリングス・アレンジ） 数原晋（ブラス・アレンジ） | 4:40 |

| #   | タイトル                                      | 作詞     | 作曲     | 編曲     | 時間 |
| --- | --------------------------------------------- | -------- | -------- | -------- | ---- |
| 11. | 「Leave Me Alone」(Instrumental)              | 角松敏生 | 角松敏生 | 角松敏生 | 4:42 |
| 12. | 「Rising Love」(Instrumental)                 | 角松敏生 | 角松敏生 | 角松敏生 | 4:43 |
| 13. | 「You're My Only Shinin' Star」(Instrumental) | 角松敏生 | 角松敏生 | 角松敏生 | 4:40 |
| 14. | 「クローズ・アップ」(Single Version)          | 松本隆   | 財津和夫 | 大村雅朗 | 3:58 |

### 曲解説
1. Tropic Mystery
2. クローズ・アップ
  - 5枚目のシングルA面曲。LPバージョンで収録。
3. Leave Me Alone
  - 角松敏生はバックコーラスとしても参加している。
4. ひと夏のアクトレス
5. Ocean In The Rain
6. サインはハングルーズ
7. Rising Love
  - シングル「JINGI・愛してもらいます」のB面曲。
  - 角松敏生はバックコーラスとしても参加している。
8. わがまま
9. 瞳のかげり
  - シングル「クローズ・アップ」のB面曲。
10. You're My Only Shinin' Star
  - 後に角松敏生自身のプロデュース参加による再レコーディングが行われ、1988年2月にシングルカットされた。

## 再発盤
- 1989年12月25日 - GOLD CD（完全限定盤 330A-50083／同アルバムを含む1988年までに発売されたアルバム全てがGOLD CDで完全限定同日発売された）
- 1992年11月21日 - CD（廉価盤 KICS-264）
- 2015年10月14日 - CD（リマスター盤 KICS-3263）
デビュー30周年記念「30th Anniversary Original Album Collection」の1枚として、リマスタリング仕様でこれまでにリリースされたアルバムのうち25作品を同日再発売[5]。
- 2022年8月10日 - SACD（リマスター盤 NKGD-27）
リマスタリング仕様で、厳選3タイトル同日再発売（タワーレコード及びステレオサウンド限定販売）[6]。SACD層はオリジナル・マスターからに忠実に変換されたSACDマスター(DSD)、CD層はオリジナル・マスターからDSD変換されたデジタル・データを変換したPCMマスターを使用。
  - 監修・サウンド・スーパーバイザー：内沼映二
  - マスタリング・エンジニア：菊地功 / 加藤拓也（ワーナーミュージック・マスタリング）
  - 企画・販売：タワーレコード株式会社
  - 協力：株式会社ステレオサウンド